# Harald Oldag
Harald Oldag (* 11. August 1899 in Meißen; † 16. Juni 1972 in Rimsting) war ein deutscher Journalist.

## Leben

### Jugend und Erster Weltkrieg
Harald Oldag war der Sohn des Arztes Rudolf Oldag und seiner Ehefrau Frieda, geborene Bär. In seiner Jugend besuchte er nach der Volksschule zunächst ein Realgymnasium und dann die Königlich-sächsische Fürsten- und Landesschule St. Afra zu Meißen.
Im Mai 1917 wurde Oldag in die Sächsische Armee einberufen und trat in das Königlich-Sächsische Infanterie-Regiment Nr. 182 in Freiberg ein. Während eines Urlaubs im Februar 1918 legte er noch die Reifeprüfung ab. Anschließend wurde er im März 1918 auf den rumänischen Kriegsschauplatz geschickt und nahm dann am Vormarsch in die Ukraine und nach Ciskaukasien teil. Im Juli 1918 wurde Oldag zu einem Offizierskursus nach Döberitz kommandiert. Auf der Fahrt an die Westfront wurde er im November 1918 von der Revolution überrascht. Im Mai 1919 schied er als Fähnrich aus der Armee aus.

### Weimarer Republik
1919 begann Oldag zunächst mit dem Studium der Medizin. Bereits nach kurzer Zeit wechselte er sein Studienfach jedoch, um sich fortan dem Studium der Philosophie, Philologie und Kunstgeschichte zu widmen, das er an den Universitäten Leipzig und München absolvierte. 1923/24 wurde Oldag mit einer von Artur Kutscher betreuten Dissertation über das Berufslied des deutschen Soldaten während des Ersten Weltkriegs – die er „Dem Gedächtnis Albert des Schlageters“, d. h. dem kurz zuvor von den Franzosen wegen Spionage und Sprengstoffanschlägen hingerichteten Albert Leo Schlageter widmete – zum Dr. phil. promoviert (mündliche Prüfung am 8. März 1923, gedruckt im Juni 1924). Seit Beginn seiner Studienzeit (1919) war er Mitglied der Leipziger Burschenschaft Dresdensia, seit 1951 auch der Burschenschaft Dresdensia-Rugia in Frankfurt a. M. und Gießen. Außerdem war er in der Deutschen Studentenschaft aktiv und beteiligte sich an der Gründung des Hochschulrings deutscher Art.
Nach dem Ende seines Studiums wurde Oldag im Februar 1923 Sekretär des Führers der Antibolschewistischen Liga zum Schutze der deutschen Kultur, Eduard Stadtler. Im Oktober 1923 erhielt er eine Stellung als Redakteur bei der rechtskonservativ-völkischen Deutschen Zeitung in Berlin. Im Oktober 1924 wechselte er als außenpolitischer Schriftleiter zur Bergisch-Märkischen Zeitung in Elberfeld.
1927 kam Oldag in die Schriftleitung der Münchner Neuesten Nachrichten, aus der er – angeblich aus politischen Gründen – bereits nach drei Monaten wieder entfernt wurde. Vom 1. November 1928 an leitete er die Berliner Redaktion der Dresdner Nachrichten.
Zum 1. Januar 1933 wurde Oldag Hauptschriftleiter der Saale-Zeitung in Halle (Saale). Diese Stellung behielt er bis 1938 bei.
Politisch engagierte Oldag sich im Jungdeutschen Orden. Von 1925 – nach eigener Angabe erst seit 1932 – bis 1933 gehörte er außerdem dem Frontsoldatenbund Stahlhelm an, wo er im Stab von Max Jüttner, dem Landesführer im Gau Halle/Saale (zuletzt Mitteldeutschland), tätig war.

### NS-Zeit und Zweiter Weltkrieg
...

### Nachkriegszeit und Bonner Republik
Nach dem Zweiten Weltkrieg wurde Oldag zunächst stellvertretender Chefredakteur des Evangelischen Pressedienstes (epd). 1955 wechselte er in den Dienst des Bundespresseamtes in Bonn. In diesem übernahm er die Leitung der Abteilung I (Aktuelle Information), womit er nach dem Bundespressechef und seinem Stellvertreter als dritter Mann des Amtes galt. Unter den Bonner Hauptstadtjournalisten war er zu dieser Zeit auch als „Bundeslächeln“ bekannt.
Aufsehen erregte Oldag, als er 1956 zusammen mit Otto Thieme Vorbereitungen für die Gründung einer als George-Bähr-Stiftung bezeichneten karitativen Stiftung traf, die das Ziel hatte, weltweit Gelder zur Verwirklichung von Projekten zu sammeln, die der Förderung der Wiederherstellung der deutschen Einheit dienten. Dabei war der Raum Sachsen als Schwerpunktgebiet ihrer Betätigung vorgesehen. Neben der Finanzierung von Stipendien für aus Sachsen stammende Studenten in Westdeutschland sollte unter anderem der Wiederaufbau der vom Namenspaten der Stiftung George Bähr entworfenen Dresdner Frauenkirche finanziert werden. Das Projekt scheiterte schließlich daran, dass die veranschlagten Gelder für den Bundestagswahlkampf von 1957 benötigt wurden.

## Schriften
- Das Berufslied des deutschen Soldaten von 1914 bis 1918. Untersuchung über die Beziehungen von soldatischem Beruf und Soldatenlied, Dissertation Universität München 1923.